# 瑪麗亞·安東妮埃塔 (奧地利-托斯卡納)
瑪麗亞·安東妮埃塔（德語：Maria Antonietta，1858年1月10日—1883年4月13日），末代托斯卡納大公費迪南多四世的長女。
瑪麗亞·安東妮埃塔終身未婚，1883年於法國坎城去世，年僅25歲。